# Pierre Lacroix (Eishockeyfunktionär)
Pierre Lacroix (* 3. August 1948 in Montréal, Québec; † 13. Dezember 2020 in Las Vegas, Kalifornien) war ein  kanadischer Eishockeyfunktionär. Von 1994 bis 2006 war er als General Manager und Präsident der Nordiques de Québec sowie der Colorado Avalanche tätig. Sein Sohn Éric ist ein ehemaliger professioneller Eishockeyspieler.

## Karriere
Pierre Lacroix wurde am 24. Mai 1994 zum General Manager der Québec Nordiques aus der National Hockey League ernannt, nachdem er zuvor 21 Jahre als Spieleragent tätig war. Auf diesem Posten blieb er dem Franchise auch nach dessen Umzug nach Denver im US-Bundesstaat Colorado, und seiner Umbenennung in Colorado Avalanche erhalten. Mit den Avalanche gewann er 1996 und 2001 jeweils den Stanley Cup, ehe er sich im Anschluss an die Saison 2005/06 aus dem Tagesgeschäft zurückzog und das Amt als President des Franchises übernahm. Sein Amt als GM übernahm François Giguère.
Lacroix war Mitgründer des Colorado Avalanche Charity Fund, welcher in seiner Amtszeit als GM von 1995 bis 2006 insgesamt 11 Millionen US-Dollar für wohltätige Zwecke in Colorado zur Verfügung stellte. Am 8. April 2008 wurde der Kanadier für seine Erfolge mit den Avalanche und sein soziales Engagement in die Colorado Sports Hall of Fame aufgenommen. Nach der Saison 2012/13 schied er als Präsident aus und zog sich in der Folge aus dem Eishockeysport zurück.
Pierre Lacroix verstarb am 13. Dezember 2020 an den Komplikationen von COVID-19 in Las Vegas.
Im Jahre 2023 wurde er postum in die Hockey Hall of Fame aufgenommen.

## Erfolge und Auszeichnungen
- 1996 Stanley-Cup-Gewinn mit der Colorado Avalanche
- 2001 Stanley-Cup-Gewinn mit der Colorado Avalanche